# Roznoșînți, Zbaraj
Roznoșînți (în ucraineană Розношинці) este un sat în comuna Krasnosilți din raionul Zbaraj, regiunea Ternopil, Ucraina.

## Demografie
Componența lingvistică a localității Roznoșînți
     Ucraineană (100%)
Conform recensământului din 2001, toată populația localității Roznoșînți era vorbitoare de ucraineană (100%).